# Chonin

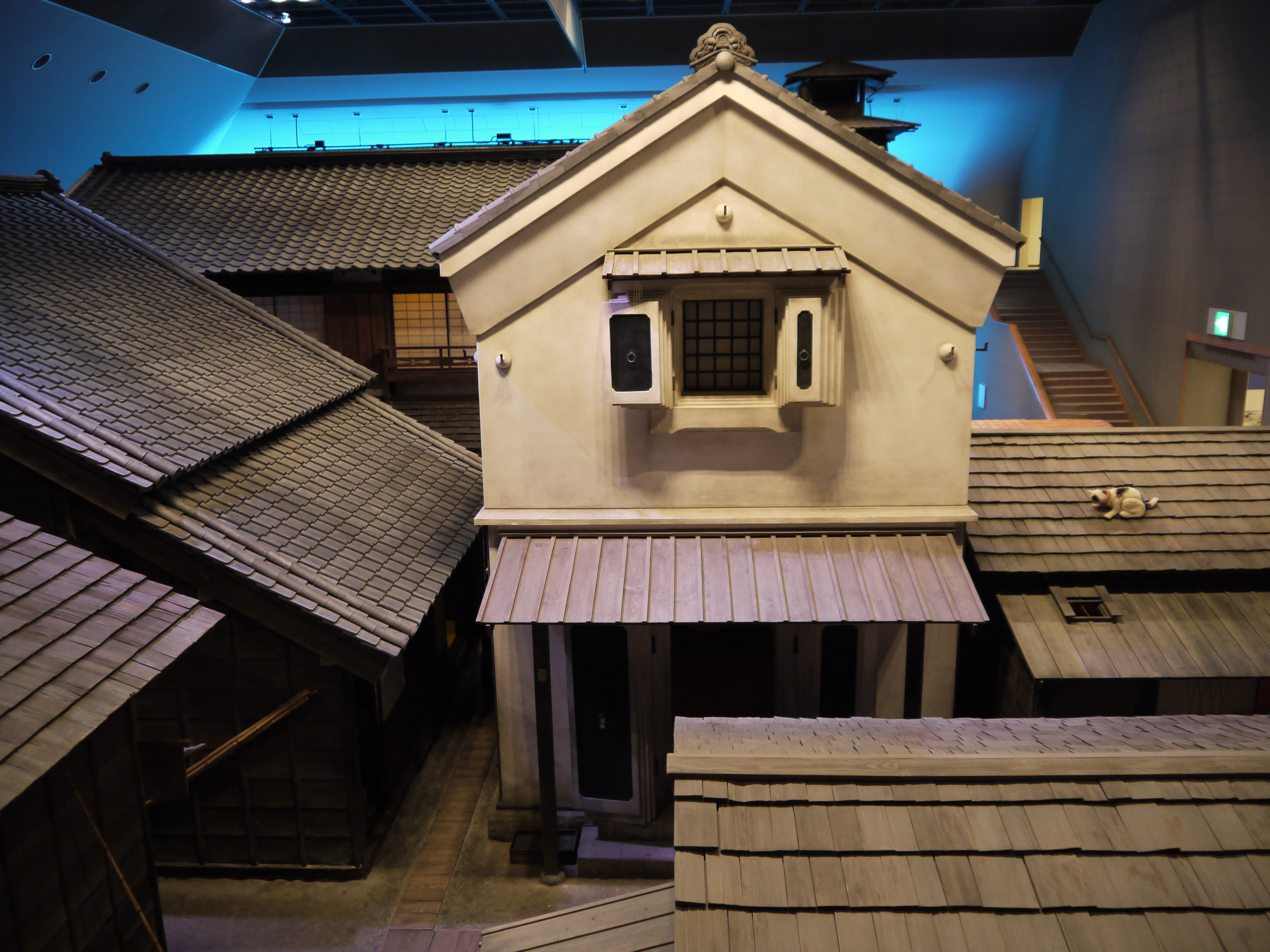
Edo, Fukagawa (Museu de Edo em Fukagawa)

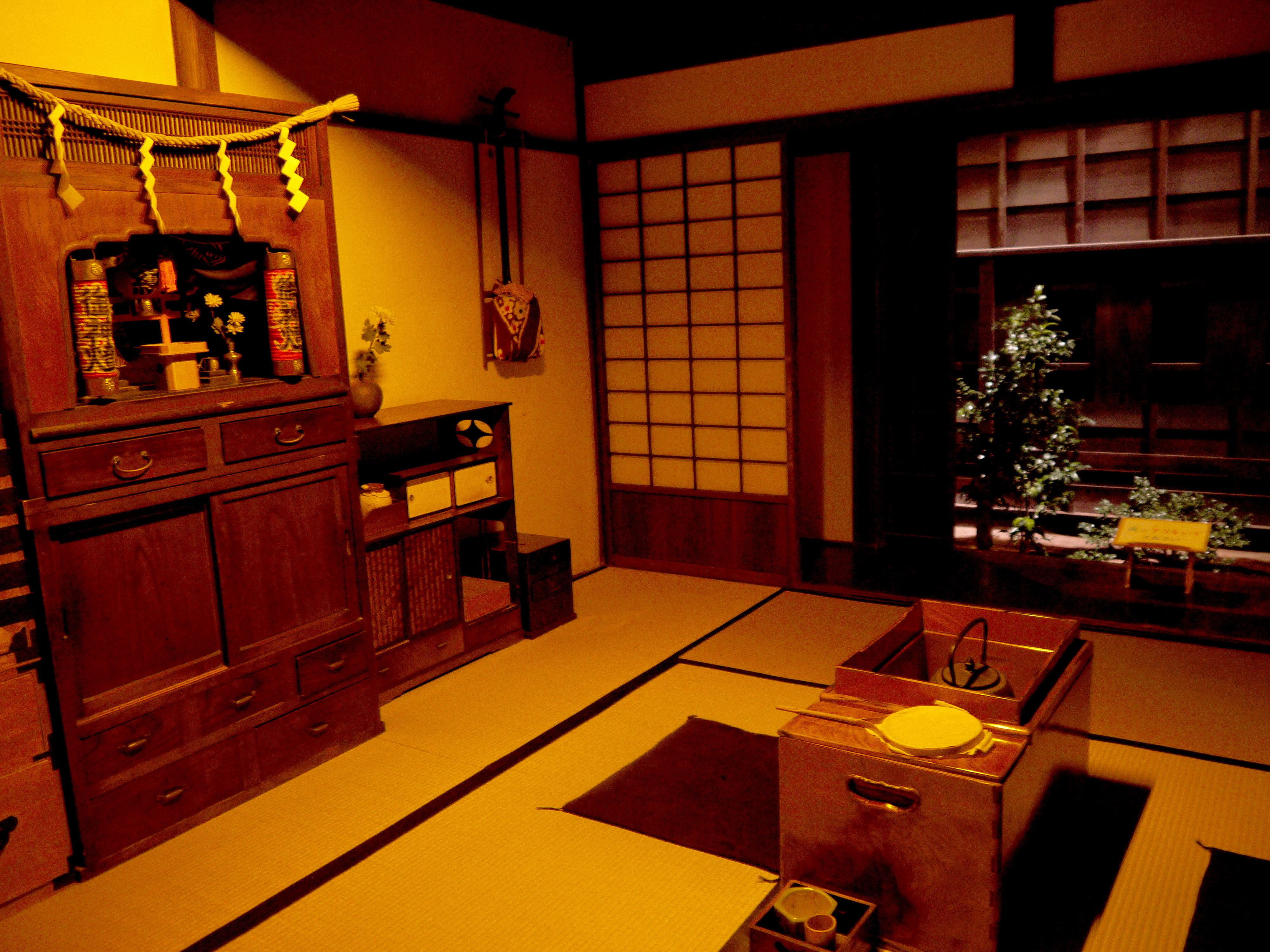
A casa do comerciante (Fukagawa Museu de Edo)

Chōnin (町人, "homem da cidade") foi uma classe social que emergiu no Japão durante os primeiros anos do período de Tokugawa. A maioria dos chōnin eram comerciantes, mas alguns eram artesãos, também. Nōmin (fazendeiros) não eram considerados chōnin.

## Origens
No final do século XVII, a prosperidade e crescimento de Edo começou a produzir inesperadas mudanças na ordem social do xogunato Tokugawa. Os chōnin, que estavam teoricamente no fundo da hierarquia Edo (shinōkōshō, samurai-fazendeiros-artesãos-comerciantes, com os chōnin entre os dois últimos grupos), floresceu socialmente e economicamente à custa dos daimyos e samurais, que estavam ávidos para negociar arroz por dinheiro e bens. A inovações do mercado de massa desafiou, ainda mais, a hierarquia social.

## Importância
Apesar da sua importância, os chōnin não são tão conhecidos fora do Japão como os samurais e ninjas — entretanto, eles fizeram um papel principal no desenvolvimento de produtos culturais japoneses como Ukiyo-e, rakugo, e artesanatos contemporâneos. Ideais estéticos como iki, tsū, e inase foram desenvolvidos entre os chōnin.